# Marigné-Laillé

Marigné-Laillé este o comună în departamentul Sarthe, Franța. În 2009 avea o populație de 1,520 de locuitori.